# Xx
xx — дебютный альбом британской инди-поп-группы The xx, выпущенный на лейбле Young Turks 14 августа 2009 года. Работа над диском проходила в период с декабря 2008 по февраль 2009 года, на собственной студии лейбла в Лондоне. Звукорежиссёр Родаэйд Макдональд, ставший наставником музыкантов, стремился добиться интимной атмосферы материала, характерного для ранних демозаписей группы. Продюсером записи выступил один из участников коллектива — Джейми Смит, который также сочинил весь бит и ритмические рисунки песен, он же занимался микшированием альбома, вместе с Макдональдом.
Звучание альбома навеяно современным R&B, однако музыкальные критики также отмечали влияние таких жанров, как альтернативный рок, электроника и постпанк. Меланхоличные песни содержат минималистичные аранжировки и выстроены вокруг ритмических рисунков Смита, басовых линий Оливера Сима, а также редких гитарных пассажей Барии Куреши и Роми Мэдли Крофт, с эффектом реверберации. Большинство композиций представляет собой эмоционально сдержанные дуэты Крофт и Сима, их содержание сосредоточенно на темах любви, влечения и расставания.
xx был высоко оценен пулом музыкальных критиков, многие из которых назвали его одним из лучших альбомов года. Лонгплей продемонстрировал высокие коммерческие показатели и имел стабильно высокий спрос в течение нескольких лет после релиза, став хитом в Соединённом Королевстве и Северной Америке. Хотя ни один из синглов не добился большого успеха в чартах, музыка альбома стала популярна в медиа само по себе — несколько треков были лицензированы для телепрограмм, а также использовались некоторыми ритейлерами. В 2010 году альбом стал лауреатом престижной награды «Mercury Prize».
Вскоре после выхода альбома музыканты отправились в длительное гастрольное турне, по ходу которого Куреши покинула группу из-за накопившихся разногласий. The хх продолжили выступать как трио, укрепляя свою репутацию в качестве концертных исполнителей и повышая популярность среди аудитории и СМИ. Впоследствии запись оказала очень сильный эффект на звукозаписывающую индустрию, её эклектичные стилистические элементы были заимствованы многими представителями шоу-бизнеса: от независимых инди-исполнителей — до популярных медийных артистов. В 2013 году xx занял 237-е место в списке «500 величайших альбомов всех времён» журнала NME.

## Предыстория
Группа The xx была сформирована студентами колледжа Elliott School (Южный Лондон) в 2005 году — друзьями детства Роми Мэдли Крофт (гитара, вокал) и Оливером Симом (бас-гитара, вокал), а также Джейми Смитом (муз. программирование) и Барией Куреши (клавишные и доп. гитара). Как правило, процесс сочинения материала происходил поздней ночью: Крофт и Сим совместно придумывали тексты — обмениваясь сообщениями в чате, либо приглушённо репетировали музыку вместе со Смитом и Куреши в своих комнатах, чтобы не потревожить остальных домочадцев. Музыка группы была навеяна творчеством американских R&B продюсеров, таких как The Neptunes и Timbaland — минималистичным звучанием, включающим вокальные гармонии, хлопающую перкуссию, необычные семплы и ярко выраженный бит. Первоначально репертуар The xx был составлен из классических R&B-хитов, таких как «Hot Like Fire» (Алия), «Teardrops» (Womack & Womack), музыканты выступали с ними на вечеринках и записывали свои первые демоверсии.
После публикации демо в Myspace, группа привлекла внимание лейбла Young Turks — подразделения компании XL Recordings. Ознакомившись с материалом, руководство XL Recordings предложило музыкантам контракт на запись диска. Первоначально группа сотрудничала с такими продюсерами, как Diplo и Kwes, однако в итоге остановила свой выбор на Родаэйде Макдональде, с которым музыкантов свёл их менеджер — Гай Поусон (англ. Caius Pawson), предложив послушать ему три компакт-диска с их демо: «Early Demos» (рус. «Первые демо»), «Recorded in Rehearsal Space» (рус. «Записано во время репетиций») и «What Producers Did Wrong» (рус. «В чём ошибаются продюсеры»). Макдональд был впечатлён интимной атмосферой и взаимодействием музыкантов с тишиной — теми элементами, которые по его мнению (и по мнению самих The xx), могли быть сведены на нет личными предпочтениям других продюсеров: «До меня они успели поработать с четырьмя продюсерами — не имею к ним претензий — мне кажется, мои предшественники считали, что [в их музыке] много пустого места и хотели заполнить его какими-нибудь штампами. Однако в музыке The xx было много тишины ещё в период „Early Demos“. И мы сошлись во мнении, что их лучший материал был именно таким».

## Запись

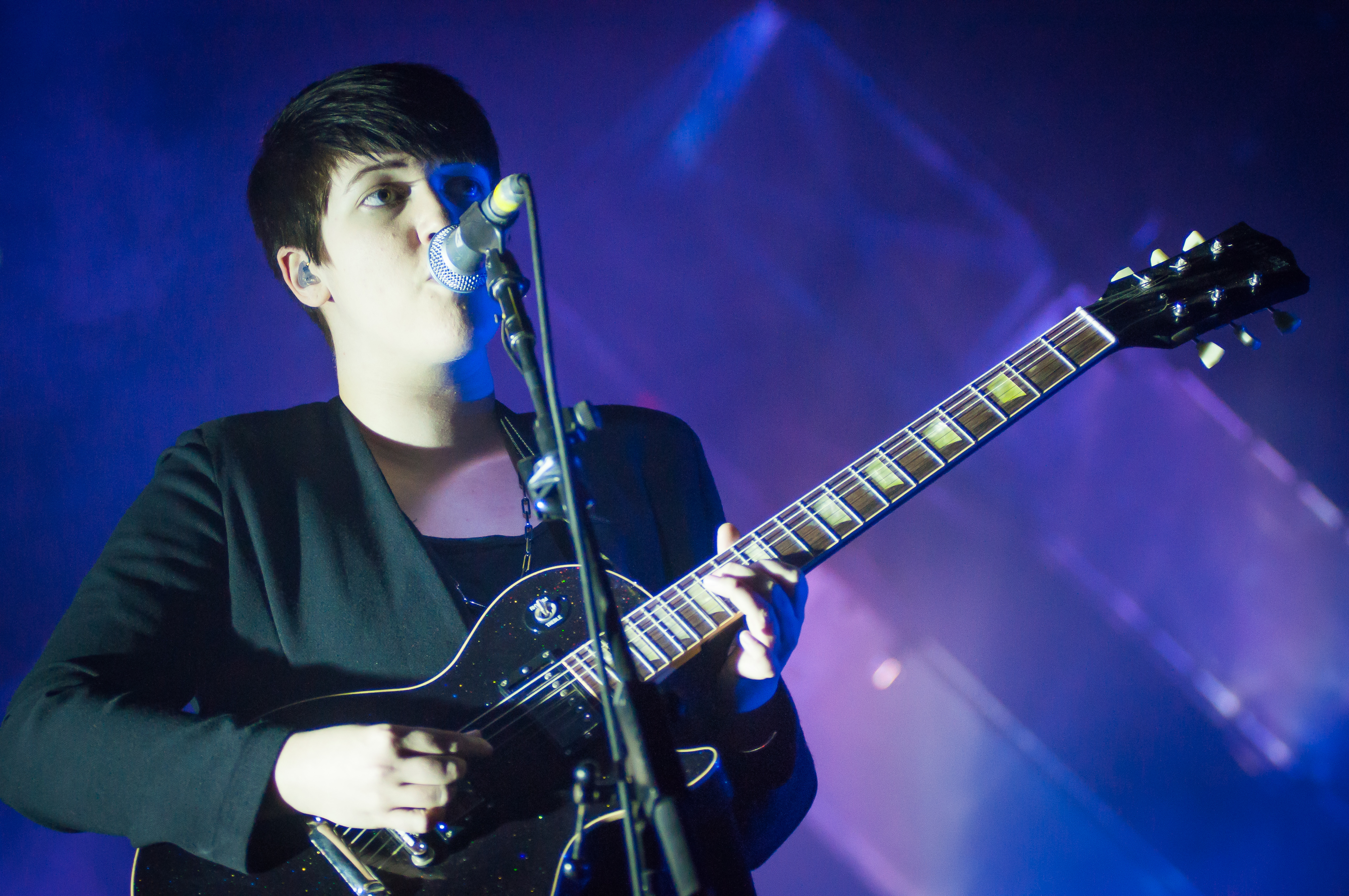
Роми Мэдли Крофт с гитарой Epiphone Les Paul, которую она использовала при записи альбома

По просьбе владельца XL Recordings Ричарда Рассела, The xx записывали дебютный в собственной студии лейбла. Она представляла собой небольшое помещение, в котором когда-то находился гараж главного офиса. В 2008 году Рассел переделал его под репетиционную базу для музыкантов лейбла, где они могли сочинять материал и записывать демоверсии. В сентябре Макдональду поручили заняться переоборудованием помещения в полноценную студию — продюсер остался доволен предложенным вариантом, так как комната была звуконепроницаемой и «изолированной от остальной части офиса, не вызывая чувства дискомфорта — будто вы работаете в присутствии звукозаписывающей компании». В свою очередь, впоследствии Крофт сетовала, что студия была «довольно тесной», сопоставимая по размеру с ванной комнатой. В течение следующих нескольких месяцев Макдональд и Поусон подготовили для лейбла финансовую смету будущего переоборудования, которая включала специальную записывающую аппаратуру для The xx, в том числе компактный микшерный пульт, идеально подходящий для записи небольшой группы.
Музыканты приступили к записи альбома в декабре, под руководством Макдональда, который также взял на себя обязанности звукоинженера. Как правило сессии начинались поздней ночью, после ухода сотрудников лейбла. По словам Крофт, это вызывало чувство «изолированности и было довольно жутким». Чтобы воспроизвести звук ранних демозаписей группы, Макдональд попросил музыкантов написать параметры своих инструментов, после чего протестировал их в различных частях студии, определив подходящее место для записи каждого из них. По этой причине, бас-гитарист Сим зачастую записывался в коридоре — за пределами студии, некоторые гитарные партии Куреши и Крофт также были записаны в коридоре. Во время сессий Куреши играла на модели Gibson SG используя усилители Fender Hot Rod Deluxe и Blues Deluxe, в свою очередь Крофт остановила выбор на гитарах фирмы Epiphone (бо́льшая часть альбома), а также на модели Gibson ES-335 (несколько песен). Помимо этого, Крофт использовала педаль дилэя и усилитель Roland Micro Cube с эффектом реверберации для партий, где она выступала в качестве ведущего гитариста. По мнению Макдональда, это наиболее точно воспроизводило её «ледяной», наполненный эхом звук из демозаписей.
После того, как работа над инструментальной частью была закончена, Крофт и Сим приступили к записи вокала. Однако несмотря на то, что это был совместный процесс, они редко подпевали друг другу. Макдональд считал, что во время записи песен вокалистам было необходимо «быть синхронными» и иметь одинаковое психологическое состояние, по словам продюсера он несколько раз добивался нужного эффекта, когда они оба были «очень усталыми и эмоциональными». В большинстве песен Крофт и Сим использовали микрофоны фирмы Neuman, чтобы их вокал звучал как можно более «интимно» и буднично. Впоследствии продюсер отмечал, что эти микрофоны оказались одними из самых дорогих вещей, которые он позаимствовал для обустройства студии, на этом фоне, вся модернизация обошлась лейблу в сравнительно небольшую сумму.

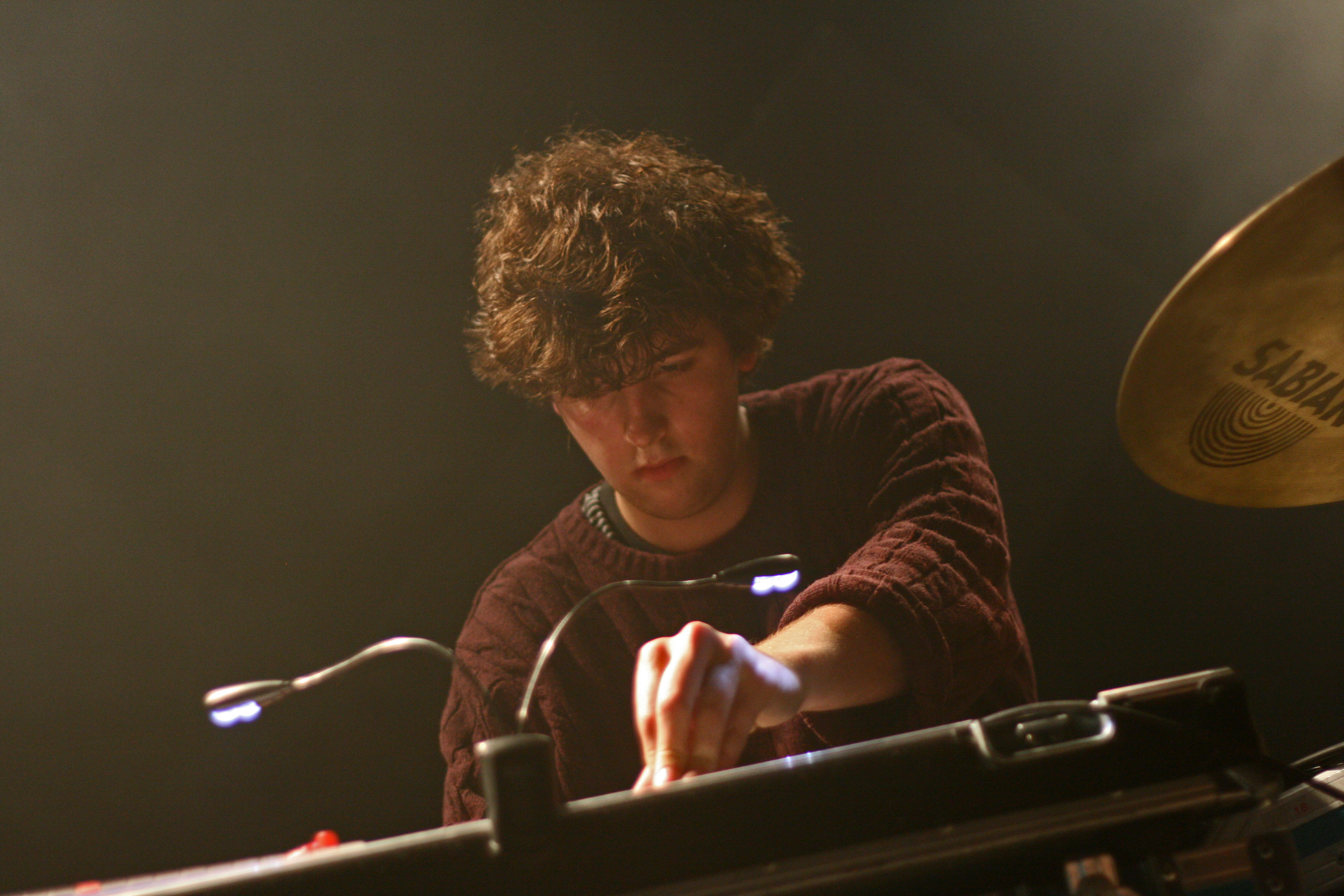
Альбом был спродюсирован и смикширован одним из участников коллектива — Джейми Смитом

Несмотря на тесное взаимодействие с Макдональдом, Рассел был инициатором идеи самопродюсирования; он считал, что это сохранит суть и особенность звучания группы и будет соответствовать философии D.I.Y. — распространенной на независимых лейблах, таких как XL Recordings. В итоге, музыканты решили выбрать продюсером записи Джейми Смита. Во время работы Смит пользовался софтом Logic 8 и часто программировал бит на своем Mac Pro до поздней ночи — расположившись в соседнем конференц-зале, пока остальная часть группы записывалась в студии. Также Смит придумывал ритм-треки с помощью семплера Akai MPC, периодически обрабатывая звук через Roland RE-201 и другие модуляторы эффектов. Кроме того, он создал для музыкантов метки тайминга, чтобы они могли синхронизировать свои инструментальные части. После этого он придумывал для них бит, работая над отдельными песнями по три-четыре недели. Крофт надеялась, что Смит сделает материал практичным для исполнения вживую, не нагромождая его овердаббингом гитар и вокала. В свою очередь, последний не стремился чрезмерному перепродюсированию и ликвидации всех недостатков записи.
Бо́льшая часть альбома была записана в течение месяца — с конца декабря до конца января. После этого Смит и Макдональд приступили к кропотливому процессу микширования, который продлился две недели. Работая над песнями они смешивали по одной-две дорожки для каждого инструмента и использовали софт Waves Audio для выравнивания звука. Макдональду нравился неряшливый эффект студийных демоверсий — когда на запись попадали случайные фоновые шумы, вроде различных звуков с улицы, в итоге, продюсер сознательно оставил некоторые из них в финальном миксе, несмотря на то, что, в ином случае, их присутствие было бы нежелательным. По словам продюсера, он «хотел, чтобы звук был похож на людей [разговаривающих] в комнате, а не на отполированную до блеска вещь, с идеальными пропорциями. Это были небольшие детали, которые нам по-настоящему нравились». В феврале группа сочинила и записала оставшиеся треки «Fantasy», «Shelter» и «Infinity» — альбом был закончен в конце месяца. Крофт и Сим записывали вокал для песни «Infinity» в противоположных концах студии, так как один из микрофонов был непреднамеренно переставлен в другое место, это привело к своеобразному дистанционному эффекту звука. В свою очередь, во время работы над «Shelter» повредился гитарный усилитель, из-за чего инструмент стал издавать гремящий звук, однако группа решила оставить все как есть. «Получилось что-то вроде перкуссии — недостающего элемента, который был просто необходим этому треку!» — вспоминал Макдональд.

## Музыка и тексты
По большей части, структура композиций строилась вокруг бита и басовых линий, также они содержали простые гитарные риффы, ритмические рисунки и музыкальные текстуры; как правило, отдельные мелодичные ноты разделялись паузами. По словам Крофт, характерный инструментальный стиль группы был следствием ограничения музыкантов в аппаратуре, на раннем этапе карьеры: «Мой гитарный саунд в значительной степени проистекал из открытия, что на моем маленьком усилителе был эффект реверберации, именно он создавал такое нежное настроение». Самая громкая композиция альбома — «Intro», представляет собой инструментальный трек с двухдорожечным битом, искажёнными клавишными, вокабулами и гитарным риффом. Песни «Crystalised» и «VCR», начинаются с мелодичного остинато и приглушённых инструментальных звуков, после чего следует куплетная часть, которая исполняется приглушёнными голосами. В «Crystalised» вокалисты поют по очереди, на фоне баса и щелчков барабанных палочек, после чего начинает звучать бит. Аранжировка минималистичной «Night Time» имеет схожую структуру — первые две минуты Крофт поёт под аккомпанемент гитары и баса, только после этого вступает ритмический рисунок. В свою очередь, гитарное звучание трека «Fantasy» было навеяно жанром шугейзинг, основанным на концепции «стены звука» Фила Спектора.
По мнению Макдональда в музыке группы превалировали элементы R&B, в свою очередь, Рассел считал, что записи коллектива вызывали ассоциации с ранним хип-хопом, так как зачастую они были выстроены лишь на вокале, семплах и бите. Тем не менее, многие музыкальные публицисты, выражали мнение, что музыка группы была вдохновлена альтернативным роком, в частности коллективами: Portishead, Young Marble Giants, а также Cocteau Twins, однако по поводу последних Крофт заявила, что не была знакома с их творчеством до выхода xx. Шотландская газета The Scotsman описала альбом как минималистичный, меланхоличный инди-поп, опирающийся на элементы из электронной музыки и R&B, а также на творчество группы The Cure и других альтернативных исполнителей. По словам Сары Боден из The Observer, аскетичные романтические инди-поп композиции пластинки напоминают записи Cocteau Twins и Mazzy Star, так как демонстрируют схожие элементы: низкий темп, меланхоличные мелодии и ритмы в стиле дабстепа и R&B. В свою очередь, Нил Маккормик назвал аранжировки песен «очень британским индастриальным аспектом», несколько похожим на комбинацию даба и постпанка в стиле английского продюсера Мартина Хэннетта и группы Joy Division. Впоследствии, и Крофт, и Сим отмечали, что комбинацию кажущихся несовместимыми жанров, можно объяснить разнообразием музыкальных вкусов участников группы.
Содержание альбома сосредоточено на темах любви, влечения и расставания. По словам Крофт, их с Симом песни «всегда были основаны на эмоциях, с самого начала [творческого пути]. Мои любимые песни обычно были довольно грустные, и я считаю, что разбитое сердце — та эмоция, с которой могут ассоциировать себя многие люди». Как и Крофт, Сим отмечал, что он писал большую часть своих текстов по ночам, когда его эмоции были «чуть острее». Музыкальный критик Роберт Кристгау так прокомментировал сдержанный, ранимый стиль авторов: из-за своих замкнутых характеров «они преподносили идеи о близости от лица современников, товарищей, будущих, бывших и нынешних любовников, и друзей». По словам Эмили Маккей из NME, все песни коллектива были посвящены эмоциональным переживаниям связанным с первой любовью: молчаливая близость («VCR»), желание открыть свои чувства («Heart Skipped a Beat») и преждевременная привязанность («Crystalised»). В свою очередь, Петра Дэвис из The Quietus утверждала, что тематическая суть альбома заключалась в последовательности материала — от «Islands» до «Shelter» — каждая его песня содержала «кардинально иное видение на похожую — возможно, единую — любовную историю».

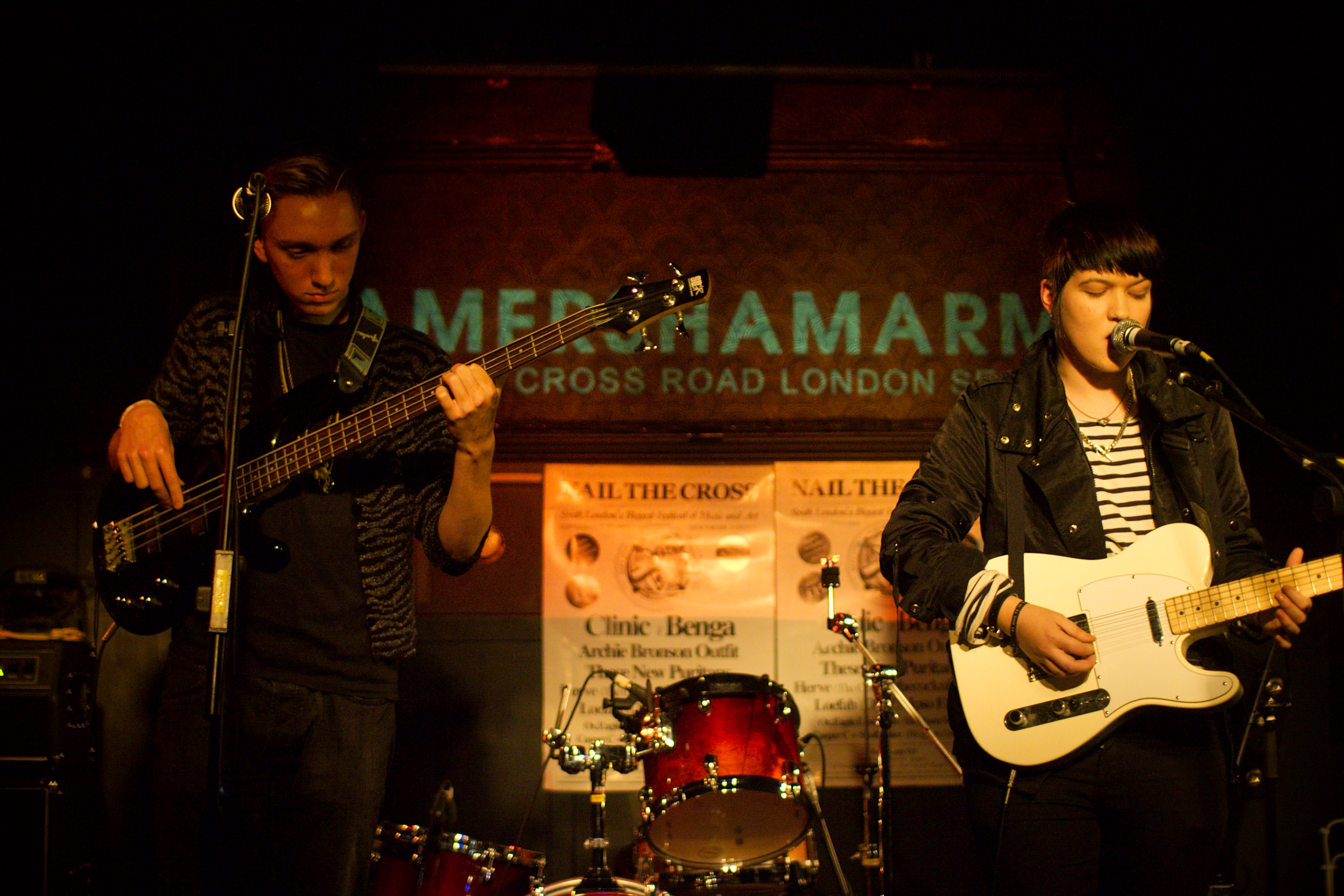
Сим и Крофт (основные авторы текстов) на концерте в 2008 году

Римская нумерация в названии альбома — XX — является отсылкой к возрасту участников, которым было по двадцать лет на момент его выхода. Из-за молодого возраста музыкантов, многие критики интерпретировали их песни, как описание ночной подростковой похоти. По словам Филипа Шербёрна из Spin лонгплей наполнен до краев «молодой страстью» часто встречающейся в рок-музыке, такие его песни, как «Fantasy» и «Shelter» несут в себе измученную тоску, особенно последняя: «Могу ли я сделать это лучше с включенным светом». Однако Крофт категорически это отрицала: «Мы сочиняли эти песни, когда нам было по 17 лет. Могу сказать на чистоту, я никогда не подразумевала, что они [будут] о моей половой жизни». Также, песни никогда не задумывались в качестве потенциальных романтических дуэтов — из-за нетрадиционной сексуальной ориентации обоих вокалистов; по словам Крофт они всегда пели «мимо друг друга». Сим и Крофт не могли определённо объяснить о чём были их песни, так как они были результатом объединения текстов, написанных каждым из них по отдельности, тем не менее, Крофт признавалась, что тексты Сима резонируют с её внутренним миром, и она получала удовольствие от их интерпретации. «Вы можете спроецировать их на свою собственную жизнь» — объяснила она, типа — «О, это же моя песня!». Романтичные ситуации описываемые Симом были вдохновлены другими людьми. По словам музыканта: «На самом деле [на тот момент] у меня не было отношений […], но у меня был огромный интерес к жизни, и примеры отношений других людей перед глазами».

## Продвижение
«Crystalised» был выпущен в качестве дебютного сингла 27 апреля 2009 года, упрочив интерес публики и журналистов к будущему релизу. Впоследствии были изданы ещё три сингла: «Basic Space» (3 августа), «Islands» (26 октября) и «VCR» (25 января 2010 года). Однако они не получили значительной ротации на радио, в частности BBC 1, другие СМИ также полагали, что группа не заслуживает пристального внимания — так, один из редакторов журнала NME заявил, что группа не подходит для обложки их издания. Тем не менее, The xx обрели вирусную популярность в Соединённых Штатах благодаря сарафанному радио — волне публикаций в блогах, после шести аншлаговых концертов группы в нью-йоркских клубах.
Некоторые композиции альбома были лицензированы XL Recordings для использования на телевидении США и Великобритании. Так, трек «Intro» получил широкую ротацию в качестве музыкальной темы ряда телепрограмм, а также спортивных роликов, сериалов и рекламы. Наряду с ротацией на телевидении, песни из этого альбома также использовались некоторыми американскими ритейлерами: к примеру, холдинги Starbucks и Urban Outfitters использовали их в качестве фоновой музыки для своих торговых точек. По словам Маккормика, эти маркетинговые стратегии помогли группе примелькаться в СМИ настолько, что их альбом разошёлся тиражом «более полумиллиона копий по всему миру, без помощи всякой вульгарщины, вроде хитовых песен». Крис Чэн, старший вице-президент XL Recordings в сфере A&R, считал, что подобная тактика была оптимальной для продвижения альбома, который «не крутили на поп-радио». Хотя музыканты понимали, что их музыка должна продаваться тем или иным образом, Крофт высказывала оговорку, они не стремились «просунуть свою музыку везде и всюду […] лишь бы денег заработать».

### Продажи
Успех альбома был поэтапным, однако в итоге он стал т. н. «спящим хитом». Он дебютировал на 36-й строчке британского чарта (продажи в первую неделю составили 4180 копий), и занял 92-е место в американском Billboard 200. Лонгплей имел стабильные финансовые показатели в течение последующих 44 недель (до июля 2010 года), после чего его продажи резко выросли, в связи с номинацией на «Mercury Prize», кроме того он поднялся с 44 на 16 строчку британского хит-парада. К тому времени его продажи составляли более 150 000 копий на родине музыкантов и 179 000 — в США. Альбом оставался в Top-20 британского хит-парада до церемонии вручения «Mercury Prize». После победы он поднялся с 16 на 3 место, продемонстрировав максимальные показатели продаж — 28 666 экземпляров. По словам Маккормика, «его триумф — редкий пример, когда „Mercury Prize“ сыграла в пользу любителей музыки». К июню 2012 года тираж альбома в США составили 350 000 экземпляров — продемонстрировав стабильный спрос в течение первых двух лет. Мелисса Локер из журнала Time назвала эти показатели «настоящим подвигом» в эпоху музыкального пиратства, потокового стриминга и YouTube. По состоянию на 2018-й год продажи альбома в Британии составляют 562,400 копий.

## Отзывы критиков
| Совокупная оценка   | Совокупная оценка |
| Источник            | Оценка            |
| ------------------- | ----------------- |
| AnyDecentMusic?     | 8.1/10            |
| Metacritic          | 87/100            |
| Оценки критиков     |                   |
| Источник            | Оценка            |
| AllMusic            | [ 40 ]            |
| The A.V. Club       | A                 |
| The Daily Telegraph | [ 41 ]            |
| The Guardian        | [ 42 ]            |
| The Irish Times     | [ 43 ]            |
| MSN Music           | A                 |
| NME                 | 8/10              |
| Pitchfork           | 8.7/10            |
| Rolling Stone       | [ 46 ]            |
| The Sunday Times    | [ 47 ]            |

Альбом был выпущен в августе 2009 года и получил благоприятные отзывы от музыкальной прессы. По словам Алексиса Петридиса, это была самая высокооцененная запись года — её рейтинг на сайте Metacritic был равен 87 % (на основе 25 рецензий). Критики особенно отмечали звучание коллектива; так, Саймон Прайс из The Independent писал в своей статье, что альбом повсеместно хвалили за «атмосферный инди-рок, и вполне заслуженно», а его коллега из The New Yorker (Саша Фрер-Джонс) утверждал, что лонгплей вознаграждал за неоднократное прослушивание, из-за музыкальной слаженности коллектива. Рецензент газеты The Daily Telegraph Джек Арнхолд также характеризовал xx как «один из самых красивых и оригинальных дебютных альбомов года». В свою очередь, Марк Эдвардс из The Sunday Times отмечал, что успех пластинки заключался в простых, но «очень близких» к идеалу поп-композициях. Ему вторила обозреватель портала AllMusic Хизер Ферс, назвавшая мелодии альбома безупречными, отметив, что она была поражена тем, как сбалансировано и утонченно звучала столь молодая группа. По словам Джима Кэрролла из The Irish Times необыкновенная химия меланхоличного дуэта Крофт и Сима была изюминкой «этой сногсшибательной, великолепной дрим-поп симфонии». В свою очередь, Мэтью Коул из Slant Magazine считал, что взаимосвязь вокалистов добавила музыке эмоционального наполнения, которая, по его мнению, звучала вне времени и могла быть интересной как для любителей инди, так и для поклонников попа. Обозреватель портала MSN Music Роберт Кристгау, которого больше впечатлила музыка, нежели тексты, отмечал, что основная движущая сила очаровательно-минималистичных песен группы заключалась в «духовном измерении», которое формировалось благодаря способности вокалистов «менять роли, не проявляя враждебности, отстраненности или фальши».
Некоторые критики приняли запись более сдержанно. Так, Джон Караманика из The New York Times посетовал, что дуэт вокалистов получился слишком дистанцированным и скованным, чтобы проявить подлинные эмоции. «Хотя они поют друг другу, это редко походит на интимную близость, — писал он, — больше напоминает двух подростков, застенчиво разговаривающих опустив глаза в пол». По мнению критика PopMatters Бена Шумера, последовательные структуры и темпы песен делают их звучание несколько однообразным, в аспекте влияющем на «ночное настроение записи». В свою очередь, Джошуа Эрретт из газеты Now описал музыку и вокал записи как завораживающие, но посетовал на тексты, которые посчитал эмоционально незрелыми и «вымученными».

### Наследие
Лонгплей фигурировал в нескольких списках «Лучших альбомов 2009 года»: так, NME поставил его на второе место своего рейтинга, Pitchfork на третье, Chicago Tribune на четвёртое, Uncut на шестое, а Rolling Stone на девятое. Кроме того, альбом стал лидером ежегодного опроса The Guardian среди музыкальных критиков, редактор издания Тим Джонз назвал запись не только «звуком 2009 года», но и «отличительным музыкальным манифестом», отметив, «что мы, возможно, никогда не услышим, что-то подобное». Также, лонгплей занял седьмое место в ежегодном опросе газеты The Village Voice «Pazz & Jop» (среди американских критиков) и третье в рейтинге британской музыкальной розничной сети HMV — сопоставимым со списком лучших альбомов по мнению журналистов английской и ирландской музыкальной прессы. По итогам десятилетия газеты The Sunday Times и The Times присудили альбому седьмое и тридцатое места, соответственно. В 2010 году запись была включена в альманах «1001 альбом, который вы должны услышать, прежде чем умереть». В сентябре того же года альбом стал лауреатом премии «Mercury Prize» — ежегодной награды лучших альбомов Ирландии и Великобритании. Перед тем, как был объявлен список кандидатов, букмекеры и критики считали xx фаворитом и предсказывали, что он победит более именитых соперников — Корин Бэйли Рэй, Пол Уэллер и Диззи Раскал. Маккормик, один из критиков, который предсказал победу диска The xx, объяснил свой выбор следующим образом: «он представлял собой запись, которая сильнее всего олицетворяет Британию» с очаровательно-интимным стилем и уникальным взглядом на современные поп-тенденции.
Одноимённый дебют группы The xx остаётся одним из величайших «спящих хитов» последнего десятилетия. Никто, в том числе, справедливости ради, и сами музыканты не ожидали, что их бормотание смешанное с R&B в стиле начала тысячелетия и инди-попом в духе C86 сможет разойтись тиражом в миллион копий и станет чрезвычайно влиятельным».
Хотя руководство XL Recordings возлагало большие надежды на xx, успех альбома в прессе превзошёл все их ожидания. По словам Макдональда, стиль и звучание диска могли получиться совсем иными, если бы он создавался под давлением завышенных ожиданий со стороны СМИ и общественности. Музыканты воспринимали успех пластинки со смешанными чувствами, Крофт была «сбита с толку» популярностью альбома, так как воспринимала его как «сделанным для себя». В свою очередь, Сим опасался, что популярность пластинки может негативно отразиться на будущем творчестве группы: «Этот альбом создавался без каких-то завышенных ожиданий. Никто не знал кто мы такие. Когда я сочинял материал, то не думал, что кто-то ещё, кроме Роми Или Джеймса, когда-нибудь его услышит. Теперь я знаю, что это будет очень много людей. И это вызывает желание быть чуть более приватным». На церемонии награждения «Mercury Prize» он заявил, что с момента выпуска пластинки «всё было как тумане», но награждение стало своеобразным «моментом ясности». Группа объявила, что они потратят призовые деньги (£20,000) на создание собственной студии, впоследствии там был записан их второй альбом — Coexist. В период релиза Coexist — сентябрь 2012 года — xx все ещё присутствовал в британском чарте. В 2013 году диск занял 237-е место в списке журнала NME «500 величайших альбомов всех времен». В свою очередь, редакция Rolling Stone поставила его на 74-й позицию в своей рейтинге «Лучших дебютных альбомов в истории», отметив, что запись нашла свою музыкальную нишу благодаря «сдержанности, искусном использовании пространства и тишины» в период максимализма в поп-музыке. В 2022 году альбом занял 59-е место в списке веб-сайта Consequence of Sound 75 лучших альбомов за последние 15 лет.
Впоследствии xx оказал большое влияние на музыкальную индустрию — многие инди-группы и мейнстримовые поп-исполнители отмечали воздействие альбома на своё творчество, самобытность его звучания. По словам Алексиса Петридиса, к его удивлению, большинство бестселлеров 2016 года «звучало странно, но абсолютно убедительно», как и xx в своё время: «Вы можете услышать его приглушенные, резонирующие гитары везде — от „Do Not Let Me Down“ Chainsmokers, до „Stitches“ Шона Мендеса и „Lush Life“ Зары Ларссон». В свою очередь, Райан Теддер — автор хитов многих популярных исполнителей (таких как Бейонсе, Тейлор Свифт и Ариана Гранде), отмечал, что самоотдача музыкантов на этой записи, оставила след в подходе к работе других композиторов — «по меньшей мере, на неё ссылаются».

## Концертный тур

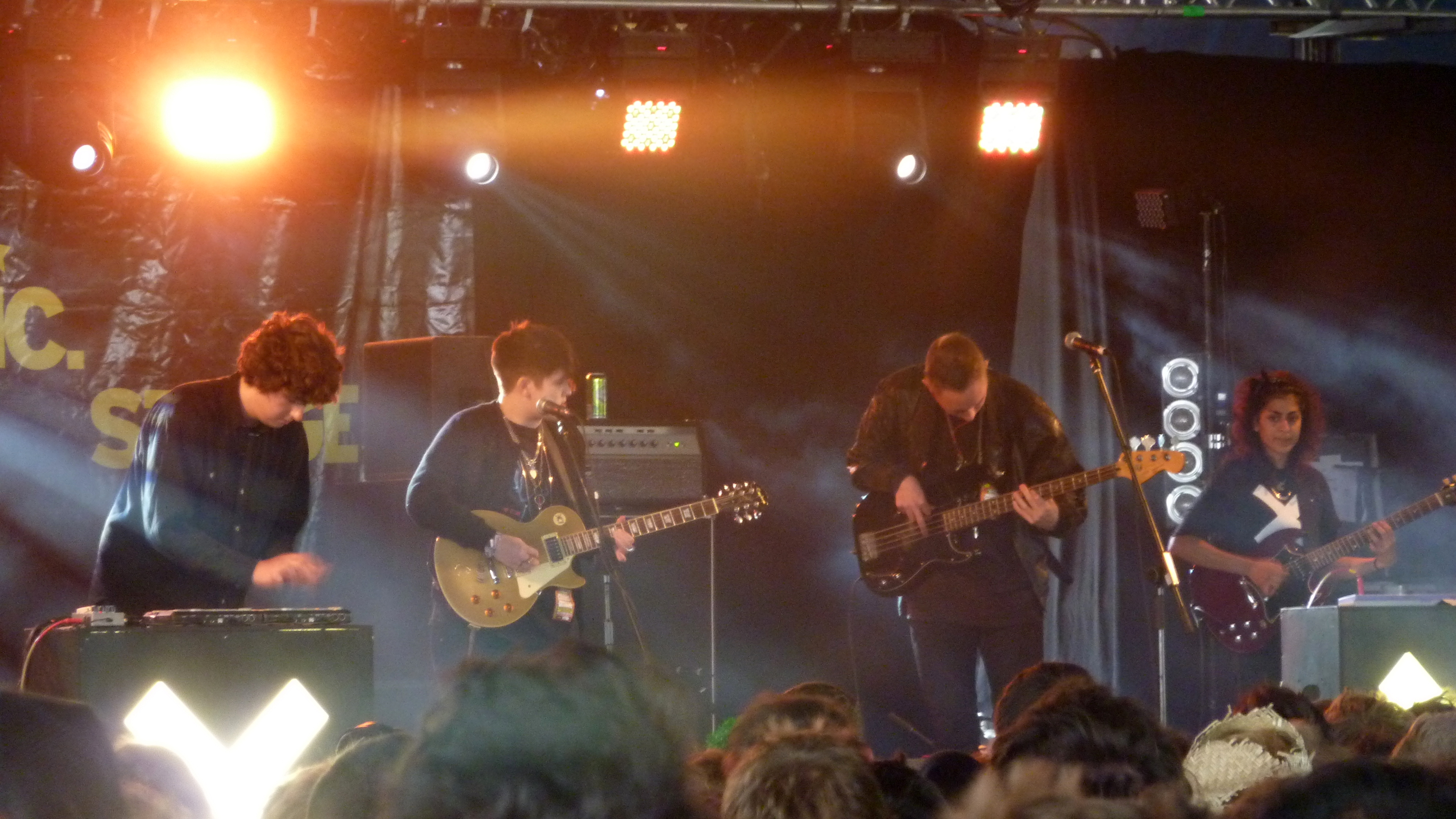
Участники группы выступают на фестивале в Рединге, август 2009 года

После релиза пластинки группа отправилась в гастрольный тур по Европе и Северной Америке, он продлился до конца года. Первое выступление состоялось в августе — концерт проходил в Хокстон-Холле (Лондон) перед аудиторией в 112 зрителей. Однако все изменилось после успеха альбома в прессе, так, публикация портала Pitchfork вызвала большой ажиотаж со стороны американской публики, благодаря этому музыкантов пригласили выступать на разогреве у группы Friendly Fires — в турне по более крупным клубным площадкам США. Трудности, возникшие на раннем этапе гастролей, усугубили растущее напряжение между Куреши и остальной частью группы, кульминацией стало её увольнение после трений на октябрьском музыкальном фестивале в Нью-Йорке. Ходили слухи, что Куреши «перегорела» и ушла из группы после того, как коллектив отменил несколько концертов. Тем не менее, Сим оспаривал эти версии и утверждал, что её уход был коллективным решением: «Мы выросли и стали очень разными людьми, это больше не работало, ни в музыке, ни в дружбе». В свою очередь, в ноябрьском интервью журналу NME Крофт прокомментировала ситуацию следующим образом: «Я считаю — „творческие разногласия“ будут стандартным ответом в этой ситуации. Мне кажется всему виной интенсивный гастрольный ритм, начинаешь воспринимать вещи гораздо острее».
Вместо поиска музыканта на замену Куреши, группа продолжила гастролировать как трио. Они сократили аранжировки песен, хотя Сим шутил, что Смиту всё равно была «нужна ещё пара рук, чтобы успевать все контролировать [эффекты и аранжировки]». Во время музыкальных шоу Крофт пренебрегала исполнением сольных партий и аккордов, предпочитая им менее определённые музыкальные фигуры и мотивы, в свою очередь, Смит дополнял их с Симом в качестве аккомпаниатора — эмбиентными звуками и ритмом. Поскольку стиль группы больше подходил для маленьких клубов, перед выступлениями для большой аудитории делался особый акцент на качестве организации их шоу. Музыканты одевались в темную одежду и выставляли на сцене темные боксы с белыми логотипами группы — xx — на чёрном фоне.

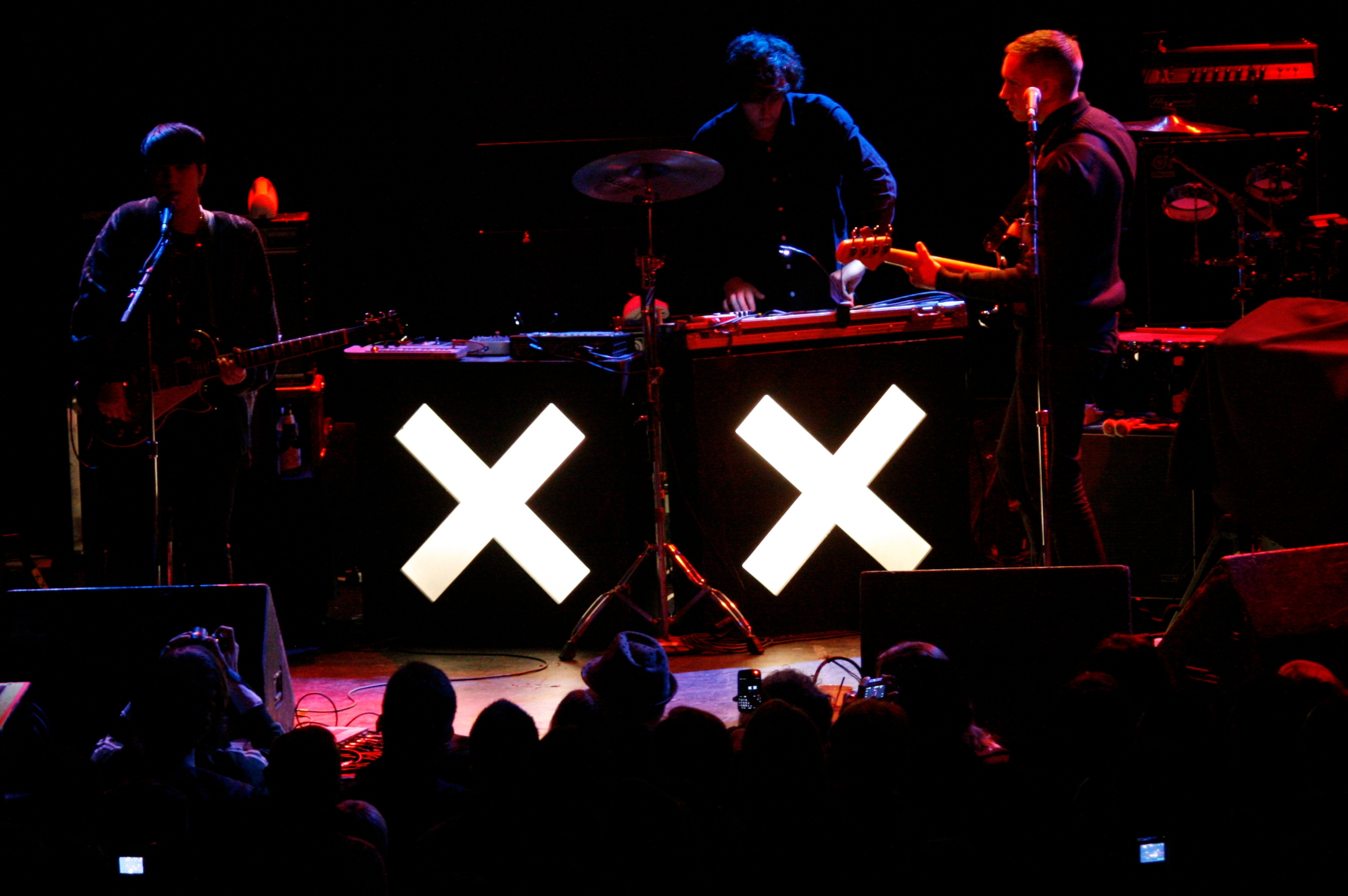
После ухода Барии Куреши, The xx продолжили выступать как трио (концерт в Phoenix Concert Theatre, 2009 год)

По мере роста популярности, группе стало поступать большое количество концертных предложений. Музыканты продолжали гастролировать ещё 18 месяцев, включая большую часть 2010 года. В этом же году они отправились в первое турне по Соединённым Штатам, помимо прочего отыграв там на фестивалях South by Southwest, Coachella и Bonnaroo. Также они выступали на разогреве у своих соотечественников — группы Florence and the Machine, во время совместных гастролей. В марте 2010 года они отыграли два аншлаговых концерта в лондонском клубе «Shepherd’s Bush Empire», а также снялись для обложки журнала NME, который назвал их «самой недооцененной группой Великобритании». В апреле и мае The xx гастролировали по Японии и южным штатам США, что, по словам Крофт, было самой сложной частью турне, так как «никто из нас не находился вдали от дома без перерыва столь долгое время». В течение этого периода (16 недель) их сопровождал фотограф Джейми-Джеймсом Медина, впоследствии он опубликовал свои работы в книге под названием «The Tourist» (2010).
Во время гастролей музыканты акклиматизировались к повышенному вниманию со стороны СМИ и большому количеству аудитории на концертах — став более общительными и уверенными в себе. По словам Сима: «Если бы вы привели меня на сцену Shepherd’s Bush Empire пару лет назад, я бы просто сбежал. Я бы не смог [выступить]. Нас бы охватил ужас». В июне группа выступила на фестивале в Гластонбери и, по словам журналиста Джуда Роджерса, продемонстрировала новообретённую уверенность в течение оставшейся части их летних и «осенних концертов, после получения „Mercury Prize“»: «теперь Крофт поёт более смело, Сим стал ещё расслабленнее, а Смит начал экспериментировать с различными ритмами и текстурами».

## Список композиций
Вся музыка написана The xx, кроме отмеченных.
| №   | Название                     | Длительность |
| --- | ---------------------------- | ------------ |
| 1.  | «Intro»                      | 2:08         |
| 2.  | «VCR»                        | 2:57         |
| 3.  | «Crystalised»                | 3:22         |
| 4.  | «Islands»                    | 2:41         |
| 5.  | «Heart Skipped a Beat»       | 4:02         |
| 6.  | «Fantasy» (Оливер Сим)       | 2:38         |
| 7.  | «Shelter» (Роми Мэдли Крофт) | 4:30         |
| 8.  | «Basic Space»                | 3:08         |
| 9.  | «Infinity»                   | 5:13         |
| 10. | «Night Time»                 | 3:37         |
| 11. | «Stars»                      | 4:23         |

| №  | Название                                                           | Длительность |
| -- | ------------------------------------------------------------------ | ------------ |
| 1. | «Hot Like Fire» (Мисси Эллиотт, Тим Мосли; ориг. исполнитель Алия) | 3:40         |

| №  | Название                   | Длительность |
| -- | -------------------------- | ------------ |
| 1. | «VCR» (Matthew Dear Remix) | 4:54         |

| №  | Название                                                                  | Длительность |
| -- | ------------------------------------------------------------------------- | ------------ |
| 1. | «Do You Mind» (Paleface, Кайла; ориг. исполнитель Кайла)                  | 3:42         |
| 2. | «Hot Like Fire» (Мисси Эллиотт, Тим Мосли; ориг. исполнитель Алия)        | 3:40         |
| 3. | «Teardrops» (Сесил Уомак, Линда Уомак; ориг. исполнитель Womack & Womack) | 3:54         |

| №   | Название                            | Длительность |
| --- | ----------------------------------- | ------------ |
| 1.  | «Intro»                             | 2:08         |
| 2.  | «VCR»                               | 2:57         |
| 3.  | «Crystalised»                       | 3:22         |
| 4.  | «Islands»                           | 2:41         |
| 5.  | «Heart Skipped a Beat»              | 4:02         |
| 6.  | «Hot Like Fire» (кавер-версия Алии) | 3:31         |
| 7.  | «Fantasy» (Оливер Сим)              | 2:38         |
| 8.  | «Shelter» (Роми Мэдли Крофт)        | 4:30         |
| 9.  | «Basic Space»                       | 3:08         |
| 10. | «Infinity»                          | 5:13         |
| 11. | «Night Time»                        | 3:37         |
| 12. | «Stars»                             | 4:23         |

## Участники записи
| Данные взяты из буклета альбома. - Роми Мэдли Крофт — гитара, вокал - Оливер Сим — бас-гитара, вокал - Джейми Смит — музыкальное программирование, music Production Center; продюсирование, микширование - Бариа Куреши — клавишные, гитара - The xx — фотографии, дизайн обложки | - Родаэйд Макдональд — звукоинженер, микширование - Найлеш Пэйтел — мастеринг - Фил Ли — арт-директор, дизайн обложки |

## Чарты и сертификация
| Чарт (2009-12)               | Высшая позиция |
| ---------------------------- | -------------- |
| Австралия                    | 40             |
| Австрия                      | 24             |
| Бельгия (Фландрия)           | 9              |
| Бельгия (Валлония)           | 41             |
| Великобритания (Albums)      | 3              |
| Великобритания (Independent) | 1              |
| Германия                     | 54             |
| Греция                       | 41             |
| Дания                        | 32             |
| Европа                       | 12             |
| Ирландия (Albums)            | 14             |
| Ирландия (Independent)       | 1              |
| Испания                      | 73             |
| Канада                       | 91             |
| Китай                        | 12             |
| Нидерланды                   | 29             |
| Новая Зеландия               | 13             |
| Норвегия                     | 23             |
| США (Billboard 200)          | 92             |
| США (Independent)            | 9              |
| Финляндия                    | 10             |
| Франция                      | 35             |
| Швеция                       | 39             |
| Швейцария                    | 52             |
| Шотландия                    | 4              |

| Чарт (2009)        | Позиция |
| ------------------ | ------- |
| Бельгия (Фландрия) | 98      |

| Чарт (2010)        | Позиция |
| ------------------ | ------- |
| Бельгия (Фландрия) | 18      |
| Великобритания     | 36      |
| Европа             | 71      |
| Соединённые Штаты  | 15      |
| Франция            | 148     |

| Страна            | Статус     | Тираж   |
| ----------------- | ---------- | ------- |
| Австралия         | Золотой    | 35,000  |
| Бельгия           | Золотой    | 15,000  |
| Великобритания    | Платиновый | 562,400 |
| Германия          | Золотой    | 100,000 |
| Соединённые Штаты | Золотой    | 350,000 |